# Miroslav Brozović
Miroslav Brozović, född 26 augusti 1917 i Mostar, död 5 oktober 2006 i Mostar, var en jugoslavisk fotbollsspelare.
Han blev olympisk silvermedaljör i fotboll vid sommarspelen 1948 i London.